# Yahaba
Yahaba (矢巾町?) è una cittadina giapponese della prefettura di Iwate.